# کوین فولی (بازیکن فوتبال)
کوین فولی (انگلیسی: Kevin Foley؛ زادهٔ ۱ نوامبر ۱۹۸۴) یک بازیکن فوتبال اهل ایرلند است.